# One Year of Love
Az One Year of Love a harmadik dal a brit Queen együttes 1986-os A Kind of Magic albumáról. A szerzője John Deacon basszusgitáros volt. Brian May egyáltalán nem gitározik a felvételen, egy vitájuk után Deacon úgy döntött, hogy szaxofonszólóval helyettesíti a gitárszekciókat, ezeket Steve Gregory játszotta bemikrofonozott hangszerrel, a felvett hangot később visszhangosították. A vonósokat Lynton Naif játszotta fel. Lassú, balladaszerű szerelmes dal lett. 
Az album sok dalához hasonlóan elhangzik a Hegylakó című filmben, egy bárjelenetben. Kislemezként csak Franciaországban és Spanyolországban jelent meg. A francia slágerlistán az 56. helyig jutott.
Később Elaine Page és a spanyol Zucchero is feldolgozta. A holland Stevie Ann énekesnő akusztikus gitárral kísért feldolgozást készített, amelyet kislemezen is megjelentetett, ami a 38. helyet érte el a holland slágerlistán.

## Közreműködők
Queen
- Freddie Mercury: ének
- John Deacon: basszusgitár, szintetizátor, dobgép
- Roger Taylor: tamburin

További zenészek
- Lynton Naiff: vonósok
- Steve Gregory: szaxofon

## Külső hivatkozások
- Dalszöveg